# Calyptotheca orbiculata
Calyptotheca orbiculata är en mossdjursart som beskrevs av Harmer 1957. Calyptotheca orbiculata ingår i släktet Calyptotheca och familjen Parmulariidae. Inga underarter finns listade i Catalogue of Life.